# 髙石あかり
髙石 あかり（たかいし あかり、2002年〈平成14年〉12月19日 - ）は、日本の女優、声優、モデル、タレント。
宮崎県出身。エイベックス・マネジメント・エージェンシー所属。

## 略歴
2014年に行われたavex主催のキッズコンテスト『キラットエンタメチャレンジコンテスト2014』にて、ナルミヤオンライン賞を受賞し芸能界入り。
2016年開催の『ミスiD2016』セミファイナリストとなる。2016年4月から2018年3月31日まで、ダンスボーカルグループとしてデビューを目指す育成ユニットα‐X's（アクロス）のメンバーとして活動し、2018年に卒業。
2019年4月に俳優として本格始動することを発表。
2021年7月30日公開の阪元裕吾監督映画『ベイビーわるきゅーれ』にて、映画作品初主演。
2024年10月29日、2025年度後期放送予定のNHK連続テレビ小説『ばけばけ』のヒロイン・松野トキ役（小泉八雲の妻・セツがモデル）に選ばれたことが発表された。
2025年2月5日、エンタメ情報サイト「デビュー」による『2025年ネクストブレイクランキング』の女性俳優部門1位に選ばれた。

## 人物
- 芸能活動を開始した初期の頃は役者業ではなく幅広い活動をするために、自身からオーディションに申し込む形でメジャーデビューを目標に結成されたダンスボーカルユニットα‐X's（アクロス）に加入している。また、オーディションを受ける過程でAAAのライブを見たときに衝撃を受け、その影響から「完全に心を掴まれて、虜になりました。こんな世界があるのかと驚いて、自分もあんなステージに立つために頑張ってみたいと思いました」と語っている[9]。
- 思い入れのある街には原宿の名前を挙げている。エイベックスのアカデミーでダンスや歌のレッスンを受けていた頃からよく通っていたと語っている[10]。
- 好きな食べ物はワタリガニのトマトクリームパスタ。嫌いな食べ物はパクチー[11]。
- 編み物が好きであり[11]、休みの日は一日中編み物をしている[12]。
- 靴下が好きなため、色々な種類の靴下を集めている[13]。
- アニメが大好きであり、プライベートの時は実写作品よりもアニメ作品をよく観ている。親友もアニメが好きなため、会うと2人で永遠とアニメの話をしていると語っている。自身が主演を務めている『ベイビーわるきゅーれ』シリーズにおける演技についてもアニメっぽく役作りをしており、「アニメで育ってきてよかった」と話している[14][15]。
- 西島隆弘をとても尊敬している[11]。西島のパフォーマンスから学んだことも多く、「たとえば家までの帰り道で、音楽を聞きながらPVの世界に入ったつもりで歩く時とか、いろいろな曲を聞きながら“西島さんだったらこういう動きをするよな”って、勝手に想像しながら体を動かすこともあります」と語っている[9]。
- 好きな男性のタイプはツッコミとボケを両方してくれる人。また、柔らかい声に惹かれることが多い[11]。
- 幼少期の頃から憧れていた女優は井上真央[16]。また、映画『夏の砂の上』で共演した松たか子から大きな刺激を受けたと語っており、尊敬している女優として名前を挙げている[17]。
- 演じてみたい役柄は信じられないくらいダークな役やサイコパスな役[18]。なりたい女優像としてはカメレオンのような女優になりたいと語っている[19]。
- 人生で1番嬉しかったことを聞かれた際は舞台『鬼滅の刃』の竈門禰󠄀豆子に選ばれたことを挙げている[11]。
- 小学2年生から小学5年生の間1人の男子をずっと好きだったが、その男の子に告白した結果「僕も好きだよ」と言われたはずなのにその後なにも進展がなかったという初恋のエピソードを持っている[11]。
- 役者業をやっていなかったら保育士を目指していたと語っている[11]。
- 集中すると我を忘れるタイプであり[1]、1000ピースのジグソーパズルを、完成形を見ずに4日かけて作ったことがある[1]。
- 宮崎を中心に活躍するシンガーソングライターのみゆなとは小学校の同級生で『ひまわりっ 〜宮崎レジェンド2〜』では演者と主題歌担当という関係となる。ドラマ撮影中に再会した[20]。

## 受賞歴
2023年
- 第15回TAMA映画賞 最優秀新進女優賞 - 『ベイビーわるきゅーれ 2ベイビー』『わたしの幸せな結婚』『Single8』『セフレの品格 決意』
- 第19回山形国際ムービーフェスティバル 船越英一郎賞（最優秀俳優賞） - 『Perfect・Nervous』

## 出演
太字は主演、もしくはメインキャラクター。

### テレビドラマ
- ひみつ×戦士 ファントミラージュ! 第51話（2020年3月29日、テレビ東京） - 高室るりえ 役
- 純喫茶に恋をして 第19話（2021年8月28日、FOD） - 薬師丸エミ子 役
- 真夜中にハロー! 第3話（2022年1月28日、テレビ東京） - 七条紗江 役[23]
- 美しい彼 シーズン2 第1話（2023年2月8日、MBS・TBS）-モデル・カンナ 役
- 鉄オタ道子、2万キロ 第8話、第10話（2022年2月26日、3月12日、テレビ東京） - 荒木ひかり 役
- ひまわりっ 〜宮崎レジェンド2〜（2022年5月16日 - 5月27日、テレビ宮崎） - 日高なのは（節子） 役
- 生き残った6人によると（2022年8月10日 - 9月14日、MBS） - 樫本ビースト 役[24]
- 東京の雪男（2023年2月4日 - 3月4日、NHK Eテレ）[25]
- 墜落JKと廃人教師（2023年4月7日 - 6月2日、MBS） - ヒロイン・落合扇言 役[26]
  - 墜落JKと廃人教師 Lesson2（2024年6月19日 - 7月24日、MBS・TBS）[27]
- 日本統一 関東編（2023年4月14日 - 6月16日、日本テレビ）- 内田伸子 役[28]
- ああ、ラブホテル 〜秘密〜 第8話「やさしいホスト」（2023年7月7日、WOWOW） - ミコ 役[29]
- わたしの一番最悪なともだち（2023年8月21日 - 10月12日、NHK総合） - 鍵谷美晴 役[30]
- ベイビーわるきゅーれ エブリデイ!（2024年9月5日 - 11月21日、テレビ東京） - 主演・杉本ちさと 役 ※伊澤彩織とのダブル主演[31][32][33]
- 御上先生（2025年1月19日 - 3月23日、TBS） - 千木良遥 役[34][35]
- アポロの歌（2025年2月19日 - 4月2日、MBS・TBS） - 主演・渡ひろみ 役（佐藤勝利（timelesz）とのダブル主演）[36]
- 連続テレビ小説 ばけばけ（2025年9月29日〈予定〉 - 、NHK） - 主演・松野トキ 役[37][38]

### ウェブドラマ
- スカパー! 朝のTwitterドラマ「相合傘」（2019年10月28日 - 11月1日、スカパー!公式Twitter） - 主演
- 箱庭のレミング 第2話「私刑倶楽部」（2021年6月24日、ABEMA） - 川村茜音 役
- グラスハート（2025年7月31日 - 、Netflix） - 櫻井ユキノ 役[39]

### 映画
- 島々清しゃ（2017年、東京テアトル） - ゆかり 役
- スリーアウト！-プレイボール篇-（2019年、クリエイターズフィールド／ココロヲ・動かす・映画社〇） - 一花 役
- ある用務員（2021年、キグー） - リカ 役[40]
- ベイビーわるきゅーれシリーズ（渋谷プロダクション） - 主演・ちさと 役 ※伊澤彩織とのダブル主演
  - ベイビーわるきゅーれ（2021年）[5]
  - ベイビーわるきゅーれ 2ベイビー（2023年3月24日）[41]
  - ベイビーわるきゅーれ ナイスデイズ（2024年9月27日）[42][43]
- さよなら、バンドアパート（2022年、MAP） - 美咲 役[44]
- とおいらいめい（2022年、ルネシネマ） - 主演・音 役（吹越ともみ、田中美晴とのトリプル主演）[45]
- ハッピーエンディングス（2022年、SPOTTED PRODUCTIONS） - 「はじめての映画」編 アカリ 役[46]
- 追想ジャーニー（2022年11月11日、セブンフィルム） - くるみ 役[47]
- 終末の探偵（2022年、マグネタイズ） - 石岡凛 役[48]
- わたしの幸せな結婚（2023年3月17日、東宝） - 斎森香耶 役[49]
- Single8（2023年3月18日、マジックアワー） - 夏美 役[50]
- セフレの品格 決意（2023年8月4日、日活） - 山田咲 役[51]
- まどろみの彼女たち Perfect・Nervous（2024年2月9日、ギグリーボックス） - 主演・吉野 役[52]
- 正しいアイコラの作り方（2024年2月10日） - 剱鈴 役[53]
- 新米記者トロッ子 私がやらねば誰がやる!（2024年8月9日、東映ビデオ / SPOTTED PRODUCTIONS） - 杉原かさね 役[54]
- スマホを落としただけなのに 〜最終章〜 ファイナル ハッキング ゲーム（2024年11月1日、東宝） - 瀬戸千春 役[55]
- 私にふさわしいホテル（2024年12月27日、日活 / KDDI） - 東十条美和子 役[56][57]
- 遺書、公開。（2025年1月31日、松竹） - 御門凛奈 役[58][59]
- ゴーストキラー（2025年4月11日、ライツキューブ） - 主演・松岡ふみか 役[60]
- 夏の砂の上（2025年7月4日、アスミック・エース） - 優子 役[61][62]

### 配信映画
- パレード（2024年2月29日、Netflix） - 靖子 役[63]

### 劇場アニメ
- きみの色（2024年8月30日、東宝） - 主演・作永きみ 役 ※鈴川紗由、木戸大聖とのトリプル主演[64]
- たべっ子どうぶつ THE MOVIE（2025年5月1日、クロックワークス、TBSテレビ） - ぺがさすちゃん 役[65]

### 舞台

#### あかり名義
- 人魚外伝〜Anecdote of Mermaid〜（2016年9月、シアターサンモール）
- そうだ、インドへ行こう（2017年2月、上野ストアハウス）
- 劇団TEAM-ODAC 第27回本公演「小さな結婚式〜いつか、いい風は吹く〜（再演）」（2017年12月、全労済ホール／スペース・ゼロ） - 木下春 役
- ハンドシェイカー（2018年1月、CBGKシブゲキ!!） - マユミ 役
- スリーアウト！ 〜ホームラン篇〜（2018年8月 - 9月、新宿村LIVE） - 美羽 役
- 爆走おとな小学生 第五回特別授業『あたしをくらえ。』（2018年10月、新宿村LIVE） - 千賀あかね 役
- CRIMINAL（2019年1月、新宿村LIVE） - 鳴海空 役

#### 髙石あかり名義
- バクステ!!（2019年6月、赤坂RED/THEATER） - 岩清水 役
- 朗読劇「Greif~TEGAMI~」（2019年7月、千本桜ホール）
- おそ松さん on STAGE 〜SIX MEN'S SHOW TIME 3〜（2019年11月 - 12月、あましんアルカイックホール/舞浜アンフィシアター） - 橋本にゃー 役
- 舞台『鬼滅の刃』 - 竈門禰󠄀豆子 役〈初代〉
  - 舞台『鬼滅の刃』（2020年1月、銀河劇場 / AiiA 2.5 Theater Kobe）
  - 其ノ弐 絆（2021年8月、銀河劇場 / 梅田芸術劇場 メインホール / TACHIKAWA STAGE GARDEN）
- バレンタイン・ブルー（2020年2月、博品館劇場）
- デュラララ!!（2020年4月 - 5月、日本青年館/常滑市民文化会館/COOL JAPAN PARK OSAKA WWホール）- 張間美香 役 ※新型コロナウィルス感染症の流行の影響で中止
- Fate/Grand Order THE STAGE -冠位時間神殿ソロモン-（2020年10月18日、TACHIKAWA STAGE GARDEN / 10月24日 - 30日、東京国際フォーラム ホール） - 藤丸立香 役（新里宏太とWキャスト）[66]
- 地縛少年花子くん-The Musical-（2021年1月22日 - 24日、COOL JAPAN PARK OSAKA TTホール / 1月28日 - 31日、東京ドームシティ シアターGロッソ） - ヒロイン・八尋寧々 役

### 番組

#### 配信番組
- 第2次Popteenカバーガール戦争100人オーディション（2019年、ABEMA）[67]

### ミュージック・ビデオ
- D.Y.T「キライになれたらいいのに」（2019年12月4日）
- indigo la End「名前は片想い」（2023年1月25日）
- Omoinotake「幾億光年」（2024年2月6日）

### CM
- 株式会社クラフ（宮崎ローカル）
- サンリオ 「笑おう、いっしょに。」篇[68][69]

## 書籍

### 写真集
- 髙石あかり 1st写真集「幻灯」（2024年2月16日発売、東京ニュース通信社）ISBN 978-4-86701-766-1[70]

### カレンダー
- 高石あかり 2025.1-2025.12 アートカレンダー「ito（イト）」（撮影・増田彩来、デザイン・花房真也、2024年、エイベックス・マネジメント・エージェンシー）[71]